# Ka-Sat
KA-SAT — телекоммуникационный спутник связи высокой пропускной способности, принадлежащий компании Eutelsat. Спутник обеспечивает услугами широкополосного доступа в Интернет Европу, а также небольшую часть Ближнего Востока. Он расположен на 9° в. д., примыкая к спутнику Eurobird 9A Ku-диапазона. KA-SAT был изготовлен компанией EADS Astrium на основе платформы Eurostar E3000, общим весом 6 тонн. Он был запущен ракета-носителем «Протон-М» в декабре 2010 года. Спутник назван по диапазону частот Ka-, использованному на космическом аппарате.

## Конструкция
Спутник оборудован четырьмя раскрываемыми многоканальными антеннами и ретранслятором повышенной точности и эффективности. Приемо-передающая аппаратура способна формировать 82 точечных луча, что делает КА-SAT самым передовым мультилучевым спутником, разработанном в мире на сегодняшний день. На один точечный луч выделена полоса частот в 237 МГц транспондера, обеспечивая пропускную способность порядка 475 Мбит/с на точку. Солнечная батарея обеспечивает максимальную мощность до 16 кВт в начале активного существования. Масса полезной нагрузки около 1000 кг, сухая масса составляет около 3170 кг, масса при запуске была 6100 кг. Время жизни на орбите оценивается в 16 лет по запасам топлива, необходимым для поддержания орбитальной позиции.

## Широкополосный доступ в Интернет
По данным Eutelsat, KA-SAT потенциально способен обеспечить широкополосным доступом в Интернет более одного миллиона абонентов. Компания инвестировала в программу около € 350 млн, включая затраты на производство и запуск спутника. KA-SAT обеспечивает высокий уровень многоканального использования частот, позволяющий системе достичь общей ёмкости более 90 Гб/сек , что в 38 раз больше ёмкости стандартного телекоммуникационного спутника связи, вещающего в Ku-диапазоне. В результате введения KA-SAT, общая пропускная способность, коммерциализированная Eutelsat, утроилась.

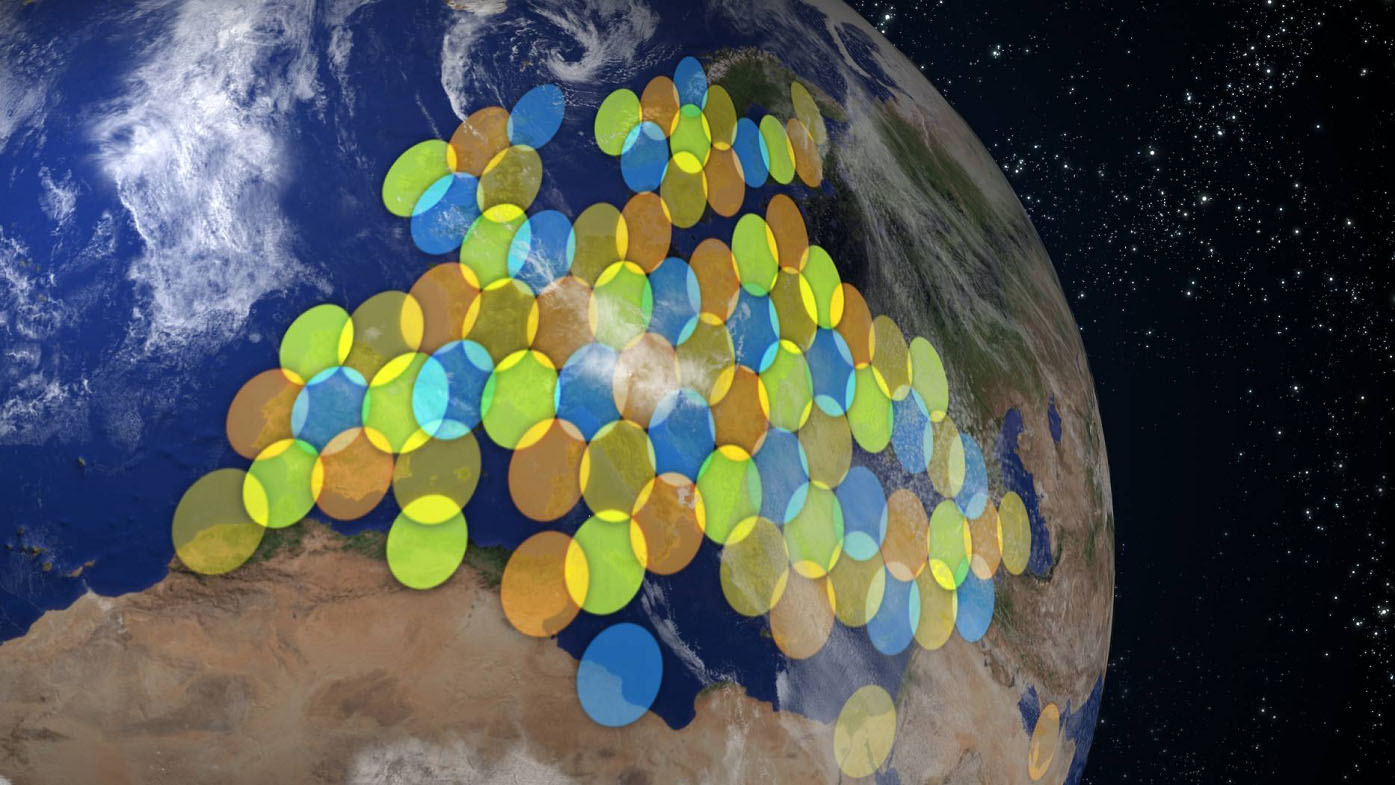
KA-SAT coverage over Europe and the Mediterranean Basin
(different colors show frequency reuse)

Спутник работает в сочетании с десятью наземными телепортами (два из них — резервные), обеспечивающими предоставление услуг Интернет-шлюза, части сервиса двустороннего спутникового интернета Tooway, принадлежащего Eutelsat. Все они связаны между собой «KA-SAT кольцом», наземной телекоммуникационной сетью высокой пропускной способности. Сервис централизованно управляется с сетевого операционного центра Skylogic в Турине (Италия) (Skylogic является дочерней компанией Eutelsat).
Крупнейшими провайдерами сервиса KA-SAT в России является оператор, работающий под брендом «Радуга-Интернет». Компания «AstraInternet» (бывшая «АллегроСкай») с 1 января 2020 года передала все своих абонентов в этом диапазоне компании «Радуга-Интернет»

## Системы связи
Системы передачи данных, используемые на спутнике KA-SAT, передаются на и от оборудования производства ViaSat : на телепорты Eutelsat (в Интернет-шлюзы), систему узлов связи ViaSat «SurfBeam 2»; на стороне заказчика, модем ViaSat «SurfBeam 2» в качестве размещенного у клиента оборудования.
Модем «SurfBeam 2», изготовленный для сервиса Tooway — модифицированная версия протокола DOCSIS, адаптированная корпорацией ViaSat к физическим спутникам связи и применяющая передовые технологии модуляции в прямом канале, то есть DVB-S2, и методе доступа к каналу, то есть MF-TDMA (Мульти-Частотный- TDMA).